# Gästriklands runinskrifter 19
Gs 19 är en nu försvunnen vikingatida (sent 1000-tal) runsten av röd gävlesandsten i Ockelbo kyrka, Ockelbo socken och Ockelbo kommun. Rik bildframställning med motiv bland annat ur Sigurdssagan. Kopia av en runsten står utanför kyrkan i Ockelbo, 2,15 m hög, 1,23 m bred, nedtill 0,4 m tjock, upptill 0,25 m tjock. Rest i ett röse, 7 m i diameter, 1,2 m hög av 0,2 - 0,4 m stora stenar. Kantkedja 0,3 m hög av 0,3 - 0,5 m stora stenar. Mellan dessa är insatta 10 st resta stenar 0,55 m höga och 0,25 i fyrkant. Dessa är sammanlänkade med en kedja.
Stenen har på östra sidan en orm med runinskrift och flera figurer, på västra sidan en minnestext. Minnestexten lyder: "Efterbildning av runsten funnen i gamla kyrkans grundmur 1795. Efter 1830 förvarad i kyrkan. Förstörd vid kyrkobranden 1904. Kopian utförd efter avbildningen under Riksantikvarieämbetets ledning. Rest av Ockelbo Hembygdsförening 1932."
Enligt Gästriklands runinskrifter upptäcktes originalrunstenen (Gs 19) 1795 i grunden till Ockelbo medeltidskyrkas kor, från 1200-talet. Runstenen brast i tre delar när den togs ut ur muren och delarna flyttades bort. 1830 hittades delarna som trappstenar vid en gård i Ockelbo, 600 m S om kyrkan och flyttades till ett redskapsrum i Ockelbo kyrka. Där avbildades stenen vid flera tillfällen, men inget gjordes åt den skadade stenen och 1904 förstördes den i kyrkbranden.
Enligt Gästriklands runinskrifter löd inskriften på originalstenen: "Bläsa lät resa dessa vackra 'stenkummel' efter sin son Svarthövde. Fridälv var hans moder." Sedan följer ytterligare inskrift, men den är dunkel eftersom ristningen varit mycket skadad när avbildningar gjordes.

## Bilderna
Flera av bilderna kommer från legenderna om Sigurd Fafnesbane, liksom flera andra runstenar (bl. a. Sö 101). Längst upp syns en skadad Sigurd som stöter sitt svärd genom Fafne som här representeras av drakslingan. I trädet i stenens mitt syns en fågel längst upp, antagligen den fågel som berättar för Sigurd om Regins förräderi. Till höger om trädet står Andvare och håller i den ring dramat handlar om. 

## Inskriften
Translitterering av runraden:
[blesa × lit × raisa × stain×kumbl × þesa × fa(i)(k)(r)(n) × ef(t)ir × sun sin × suar×aufþa × fr(i)þelfr × u-r × muþir × ons × siionum × kan : inuart : þisa × bhum : arn : (i)omuan sun : (m)(i)e(k)]
Normalisering till runsvenska:
Blæsa let ræisa stæinkumbl þessa fagru æftiʀ sun sinn Svarthaufða. Friðælfʀ v[a]ʀ moðiʀ hans siionum kan inuart þisa bhum arn iomuan sun miek.
Översättning till nusvenska:
Bläsa lät resa dessa vackra 'stenkummel' efter sin son Svarthövde. Fridälv var hans moder. ...